# Юрт-Акбалык
Юрт-Акбалык (тат. Акбалык) — село в Колыванском районе Новосибирской области. Входит в состав Новотроицкого сельсовета.

## География
Площадь села — 59 гектаров.

## Население
| 2002 | 2007 | 2010 |
| ---- | ---- | ---- |
| 330  | ↗340 | ↘269 |

## Инфраструктура
В селе по данным на 2007 год функционируют 1 учреждение здравоохранения и 1 учреждение образования.